# Barga-Peulh (Bouroum)
Pour les articles homonymes, voir Barga (homonymie).
Ne doit pas être confondu avec Barga-Peulh (Barga) ou Barga-Mossi (Bouroum).
Barga-Peulh est une localité située dans le département de Bouroum de la province du Namentenga dans la région Centre-Nord au Burkina Faso. 

## Géographie
Situé au sud du lac de homonyme – dont le niveau peut varier naturellement de manière très importante lors de la saison des pluies –, Barga-Peulh se trouve à 1,5 km à l'ouest de Barga II, à 3 km au sud-ouest de Baraga-Mossi, à 10 km à l'ouest de Bouroum, le chef-lieu du département, à 6 km à l'est de Pensa et à environ 50 km au nord de Tougouri. Le village est sur la route reliant Pensa à Bouroum.

## Économie
L'agro-pastoralisme est la principale activité du village.

## Éducation et santé
Le centre de soins le plus proche de Barga-Peulh est le centre de santé et de promotion sociale (CSPS) de Baraga-Mossi tandis que le centre médical (CM) de la province se trouve à Tougouri.